# Kanzel (Herrgottsruh, Friedberg)

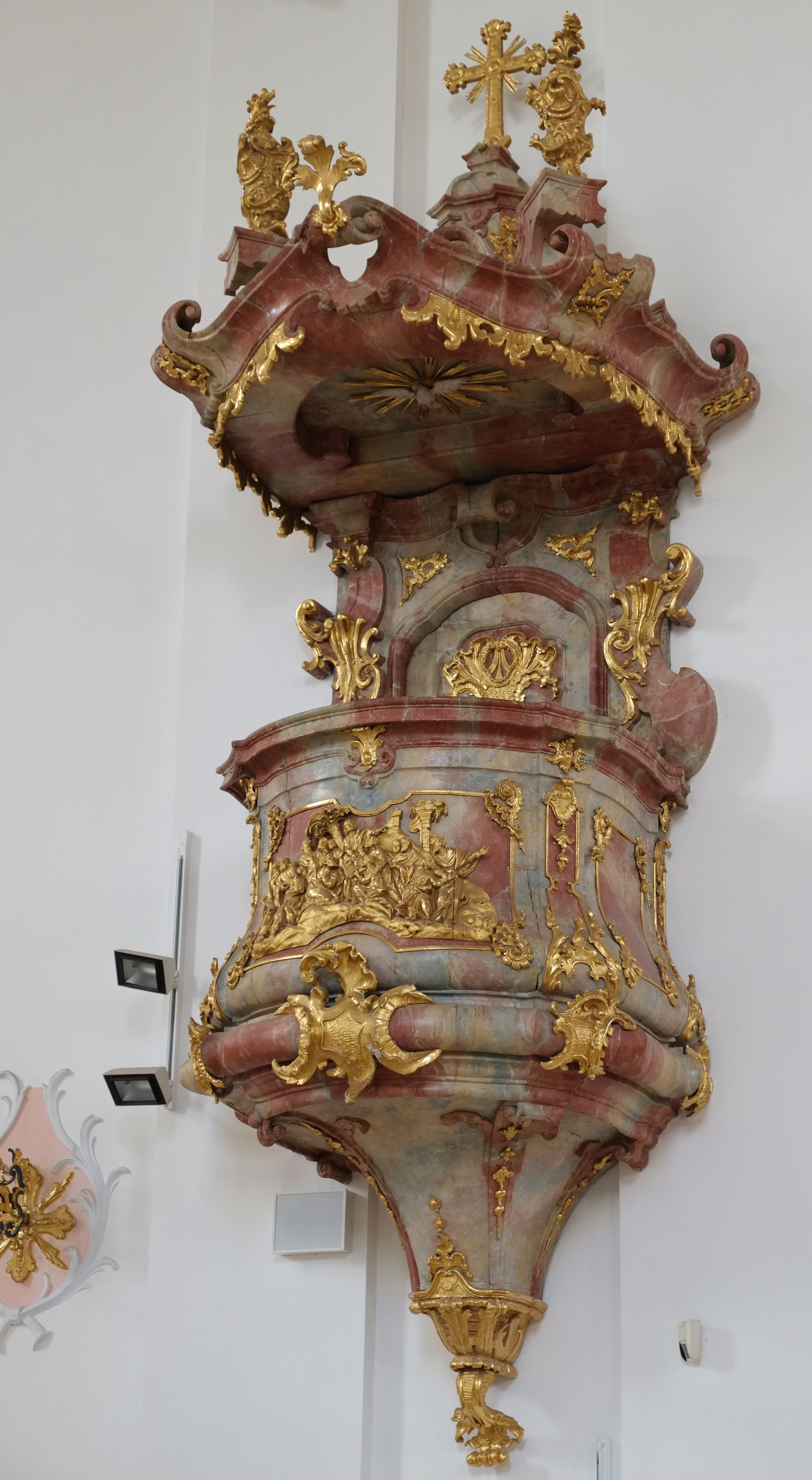
Kanzel in Friedberg

Die Kanzel in der katholischen Wallfahrtskirche Herrgottsruh in Friedberg, einer Stadt im Landkreis Aichach-Friedberg im bayerischen Regierungsbezirk Schwaben, wurde um 1770 geschaffen. Die Kanzel ist ein Teil der als Baudenkmal geschützten Kirchenausstattung.
Die hölzerne Kanzel im Stil des Rokoko besitzt am runden Kanzelkorb ein Relief mit der Darstellung der Aussendung der Apostel.
Der geschwungene Schalldeckel mit Gesims wird von einem Kreuz bekrönt, an der Unterseite ist eine Heiliggeisttaube zu sehen.